# 지금은 실버시대
지금은 실버시대는 KBS 1라디오에서 방송됐던 라디오 프로그램이다. 2013년 봄철 프로그램 개편으로 인해 2013년 4월 8일부터는 타이틀이 행복한 시니어로 바뀐다.

## 진행
- 지영서 아나운서 (여)

| KBS 1라디오 평일 프로그램 |                          |                               |
| 이전                      | 지금은 실버시대          | 다음                          |
| 시사초점                  | 지금은 실버시대          | 어업기상통보                  |
| 새벽 3시 42분 ~ 새벽 4시  | 새벽 4시 ~ 새벽 4시 40분 | 새벽 4시 42분 ~ 새벽 4시 55분 |
|                           |                          |                               |

| KBS 1라디오 주말 프로그램 |                          |                               |
| 이전                      | 지금은 실버시대          | 다음                          |
| 문화 한마당               | 지금은 실버시대          | 어업기상통보                  |
| 새벽 3시 30분 ~ 새벽 4시  | 새벽 4시 ~ 새벽 4시 40분 | 새벽 4시 42분 ~ 새벽 4시 55분 |
|                           |                          |                               |